# Breijwerk
Breijwerk Impresariaat & Management was een Nederlands theaterproductiebureau dat van 2012 tot en met 2023 de belangen behartigde van verschillende artiesten, waaronder Claudia de Breij, Peter Pannekoek, Alex Ploeg, Daniëlle Schel, Emilio Guzman, Nynke Laverman en Anne van Veen.

## Oprichting
Naast haar werk als programmamaker voor 3FM en BNNVARA werkte Claudia de Breij als cabaretier. Hierbij deed ze haar management en boekingen in het begin in eigen beheer en werd zij in het verleden ook vertegenwoordigd door impresario Frans Ruhl. Na enige tijd besloot ze in 2012 samen met Frank van Schie en Petra de Groot om Breijwerk op te richten. In 2023 stopte Breijwerk haar werkzaamheden als impresariaat. Claudia de Breij, Peter Pannekoek en Alex Ploeg worden vanaf dat jaar vertegenwoordigd door Sjoege, impresariaat & management.

## Theaterproducties
Breijwerk Impresariaat en Management heeft verschillende voorstellingen geproduceerd:
| Artiest          | Voorstelling           | Jaar        |
| ---------------- | ---------------------- | ----------- |
| Claudia de Breij | Alleen                 | 2013        |
|                  | Teerling               | 2014 - 2015 |
|                  | Oudejaarsconference    | 2016        |
|                  | #NU                    | 2017 - 2020 |
|                  | Oudejaarsconference    | 2019        |
| Peter Pannekoek  | Zacht van binnen       | 2016 - 2018 |
|                  | Later Was Alles Beter  | 2018 - 2020 |
| Emilio Guzman    | Alle Mensen Verzamelen | 2015 - 2017 |
|                  | Kom Dan!               | 2017 - 2019 |
| Nynke Laverman   | Wachter                | 2016 - 2018 |
| Daniëlle Schel   | Patroon                | 2018 - 2020 |
| Alex Ploeg       | Ultimatum              | 2019 - 2020 |